# Perissus tsutsumii
Perissus tsutsumii là một loài bọ cánh cứng trong họ Cerambycidae.